# Vangaži
Vangaži (ryska: Вангажи) är en ort i Lettland.   Den ligger i kommunen Inčukalna novads, i den centrala delen av landet, 30 km nordost om huvudstaden Riga. Vangaži ligger 20 meter över havet och antalet invånare är 4 020.
Terrängen runt Vangaži är platt. Runt Vangaži är det ganska glesbefolkat, med 22 invånare per kvadratkilometer. Närmaste större samhälle är Ādaži, 13,0 km väster om Vangaži. I omgivningarna runt Vangaži växer i huvudsak barrskog.